# Museo Pablo Sarasate (Pamplona)
El Museo Pablo Sarasate, o Museo Sarasate, es un museo ubicado en Pamplona, Navarra, España. Tiene su sede actual en el Palacio del Condestable (Pamplona) y está dedicado al músico Pablo Sarasate, nacido en esta ciudad.

## Historia
En el testamento otorgado por Pablo Sarasate en París el 28 de septiembre de 1893 se lee:

Doy y lego en plena propiedad al Ayuntamiento de Pamplona, mis relojes, alfileres de corbata, anillos, alhajas con diamantes, condecoraciones, coronas, palmas, diplomas, bronces, cuadros, bustos y recuerdos. Esta colección deberá exponerse en una vitrina especial con indicación del origen de cada objeto.

Le lego, asimismo, mi violín Vuillaume, mi violín Gand (que me fue dado como primer premio en el Conservatorio de París) y mis arcos… Estos violines se expondrán en la vitrina de mis recuerdos de artista, cuidadosamente preservados del polvo y de la humedad.

Lego a dicho Ayuntamiento todos los muebles y objetos mobiliarios de toda clase, que se hallan en mi habitación de París…

Toda esta colección de recuerdos e instrumentos, así como todo el mobiliario, deberán ser instalados en una sala especial, bien accesible al público, que llevará mi nombre. Confío para dicho efecto, en el reconocido celo de las personas encargadas de esa organización.
Pablo Sarasate, París, 1893

Desde el momento que testó ya fue donando a Pamplona, con tal fin, muchos objetos. Así entre 1894 y 1897, hizo entrega de varias coronas de plata y diversas joyas, demostrando con ello su determinación a cumplir con lo testamentado tal como se recoge en el libro de actas municipales de finales del siglo XIX (18 de febrero de 1900).
Mediante posteriores codicilios se fueron agregando otros objetos a su legado. Por ejemplo, el 7 de noviembre de 1902, donaba al consistorio pamplonés «el piano que tengo en mi Villa-Navarra, de Biarritz» (un piano Bechstein), y el 3 de mayo de 1908, indicaba que «las disposiciones que dejé consignadas respecto del mobiliario que existía en mi habitación del Boulevard de Malesherbes número 112 se entienden así mismo, respecto al mobiliario que existe en la habitación que actualmente ocupo en la Plaza de Malesherbes número 5, ó de cualquier otro domicilio que pueda tener en París al ocurrir mi fallecimiento»

## Sedes
Desde su fallecimiento en 1908 el legado del violinista ha conocido distintas ubicaciones:
- Casa consistorial: Tras su fallecimiento en 1908, el Ayuntamiento de Pamplona, atendiendo a lo estipulado en el testamento, dispone inicialmente una Sala Museo en la última planta de la antigua Casa Consistorial donde depositó el legado de acuerdo con una relación de bienes realizada por su administrador, pianista y amigo Otto Goldschmidt. Las obras de 1951 desmantelaron el edificio barroco, salvo la fachada y obligaron a su traslado.
- Conservatorio Pablo Sarasate, de la calle Aoiz (Segundo Ensanche de Pamplona), entre 1965-1977. El actual Conservatorio Navarro Pablo Sarasate está en Mendebaldea.
- Seminario de San Juan Bautista, calle del Mercado 11, actual sede del Archivo Municipal de Pamplona, entre 1991-2008.
- Palacio del Condestable de Pamplona, desde 2008. Este edificio está declarado Bien de Interés Cultural con categoría de Monumento mediante decreto foral de 27 de octubre de 1997. Tras varias reformas durante tres años, dirigidas por los arquitectos Fernando Tabuenca y Jesús Leache, abrió sus puertas al público el 16 de septiembre de 2008.[7]

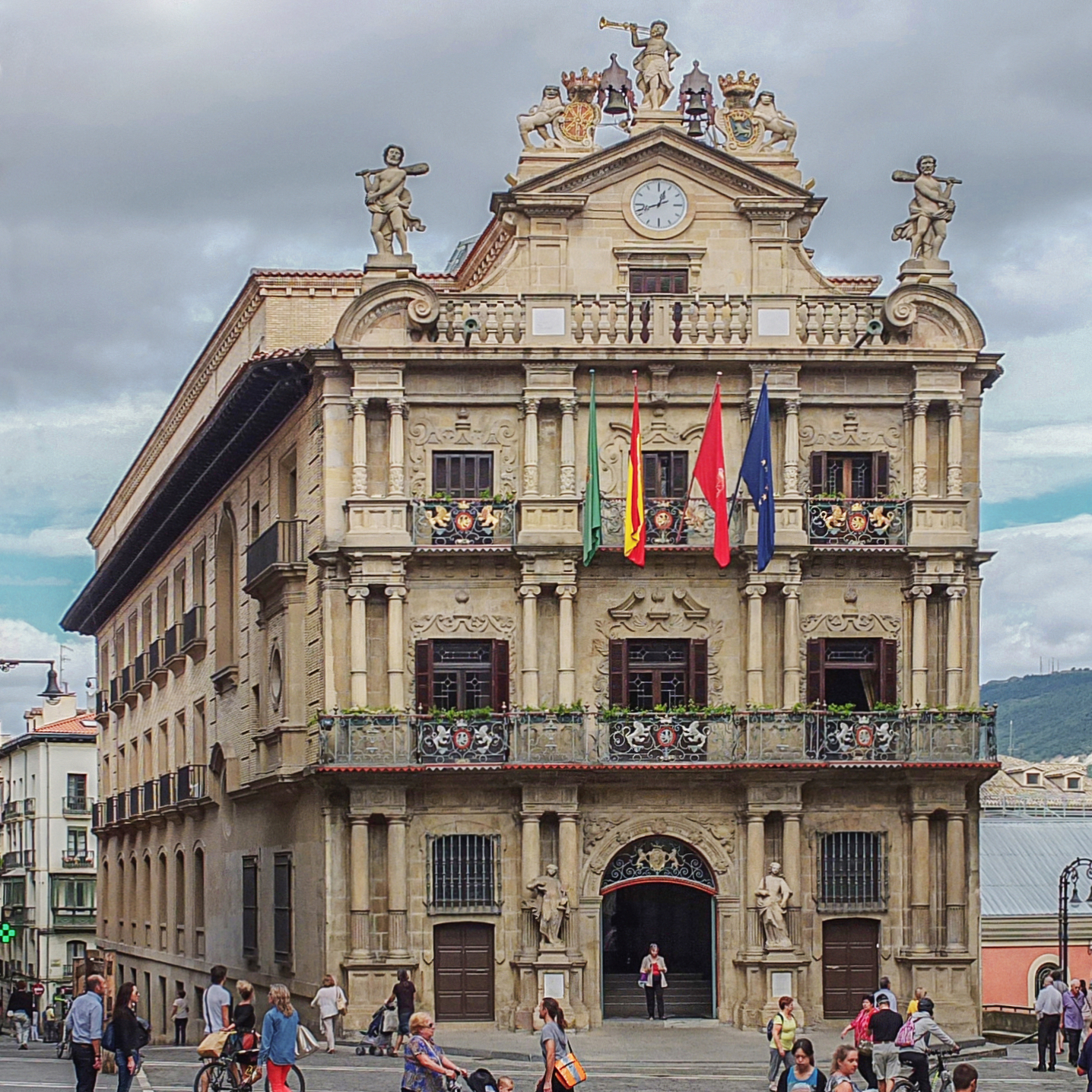
Ayuntamiento de Pamplona de reciente factura (salvo la fachada), donde se asentó la primera sede del Museo Sarasate (1908-1951)
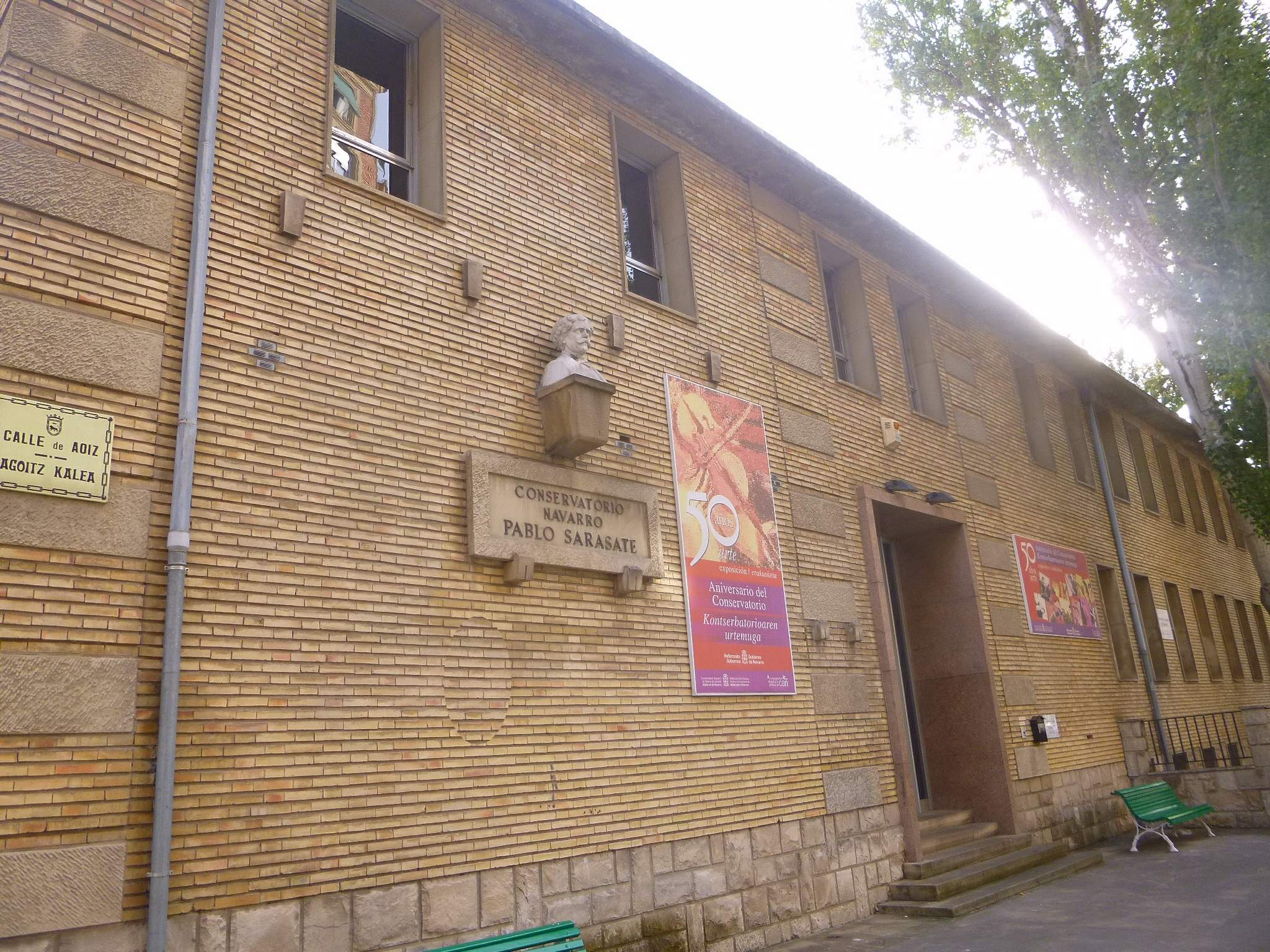
Antigua sede del Conservatorio Navarro Pablo Sarasate en Pamplona donde también se alojó durante varios años el museo (1965-1977).
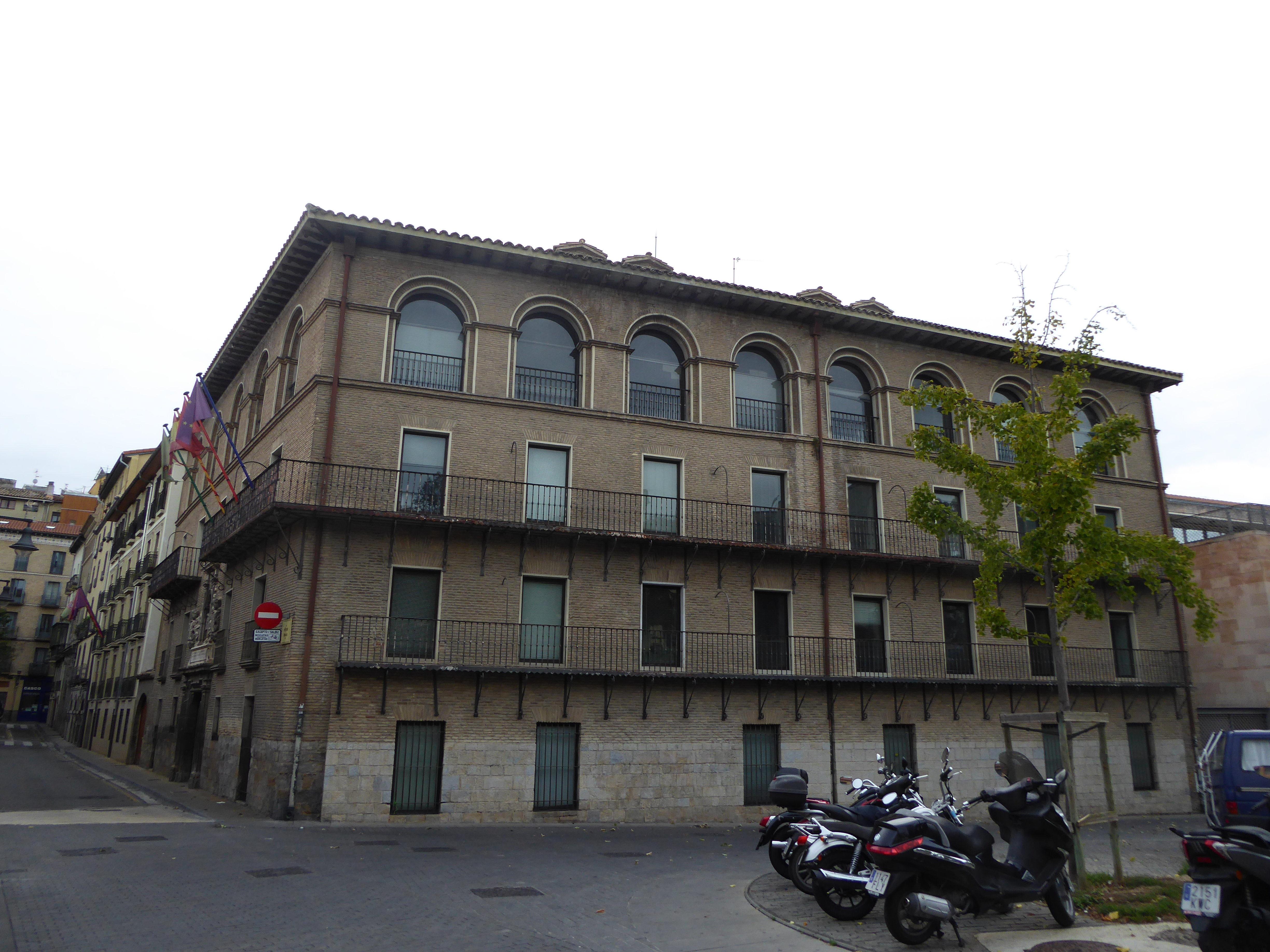
Seminario de San Juan Bautista, sede actual del Archivo Municipal de Pamplona y, durante más de una década (1991-2008), sede del Museo Sarasate
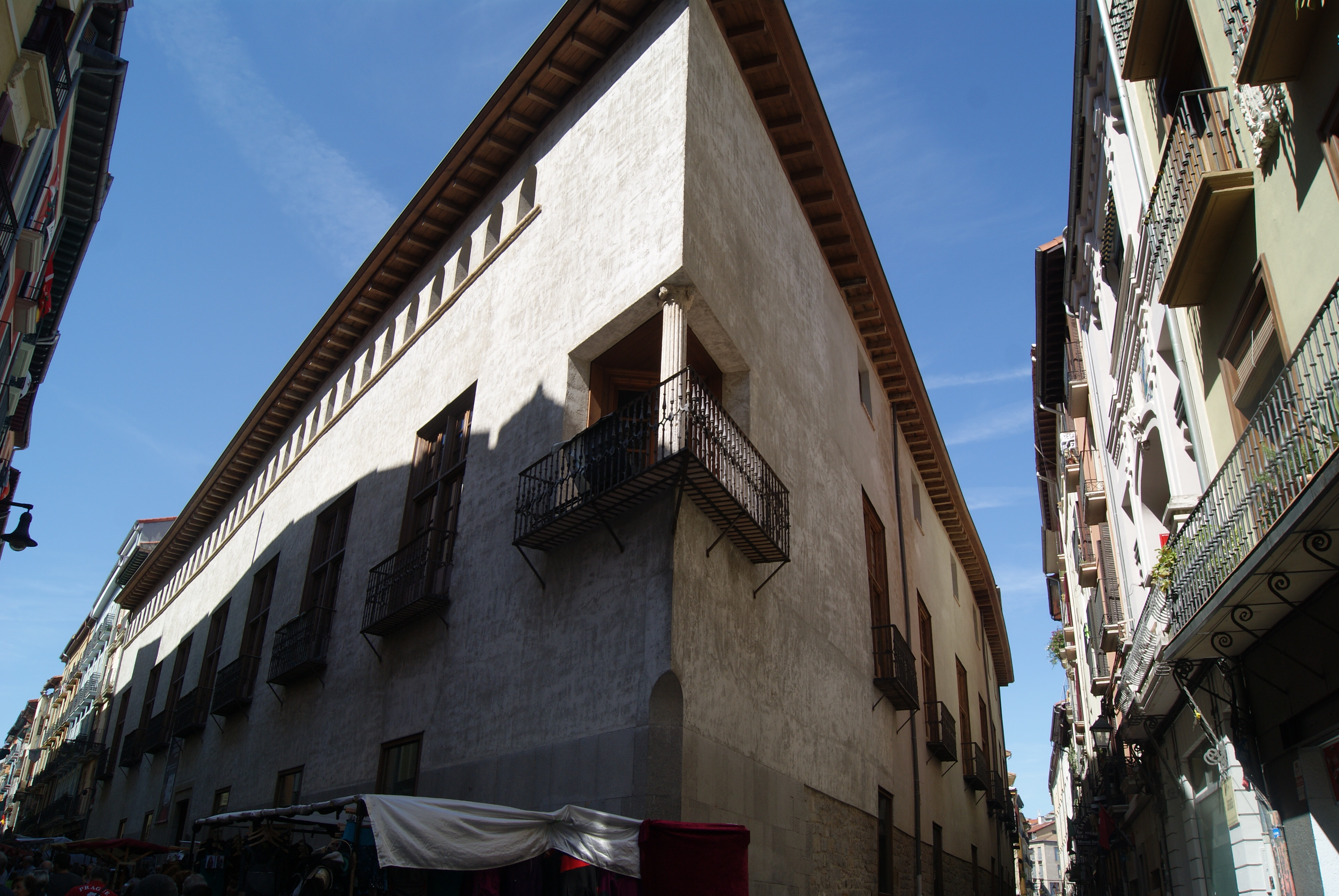
Vista del Palacio del Condestable de Pamplona en cuya primera planta se encuentra el museo de Pablo Sarasate desde 2008.
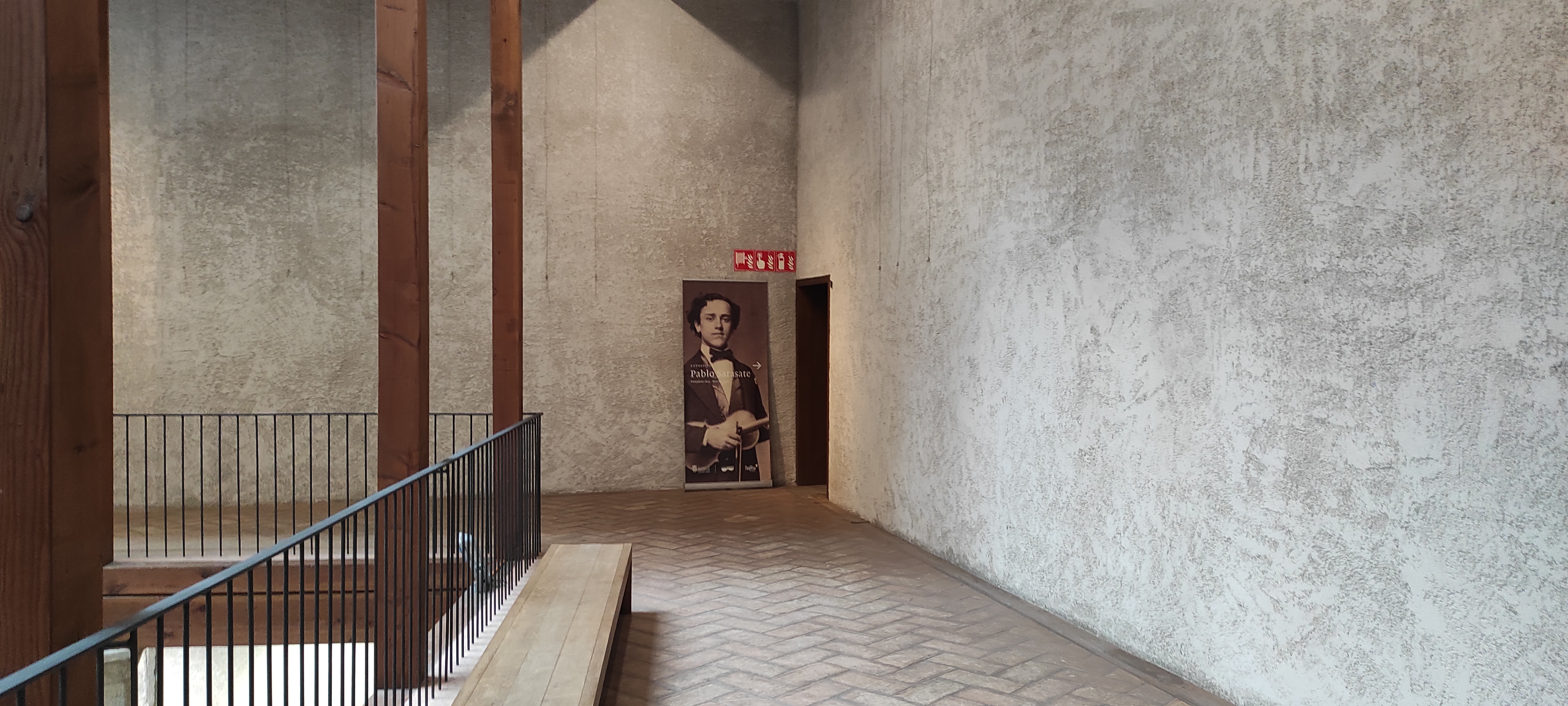
Museo Pablo Sarasate - Acceso actual
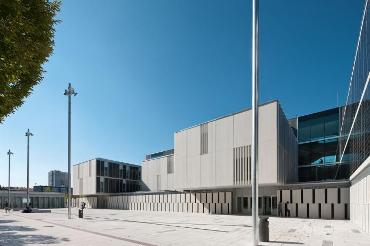
Ciudad de la Música

## Colecciones
La exposición está dividida en cuatro apartados buscando exhibir lo más relevante de la figura y trayectoria de Pablo Sarasate: objetos de uso personal, obsequios, condecoraciones, recuerdos, información biográfica y memorias musicales. Además de las visitas individuales, totalmente gratuitas, regularmente se organizan visitas guiadas y actividades centradas en resaltar aspectos o momentos de este artista musical.
Dentro de la exposición también se incluyen sus violines Vuillaume y Gand & Bernardel, su piano Bechstein así como un busto de Sarasate, en bronce, realizado por Mariano Benlliure y un óleo con el retrato de Pablo Sarasate realizado por José Llaneces.

La trayectoria biográfica se estructura en cuatro secciones con los títulos de «Niño prodigio», «Los años difíciles», «La conquista de Alemania» y «Consolidación del mito». Cada sección muestra gráficamente imágenes del músico, sus familiares y amigos o diplomas, así como datos biográficos y anecdóticos. Entre los objetos incluidos está la reproducción del violín obtenido con el primer galardón a los 13 años, cuando ganó el primer premio de violín del Conservatorio de París. 

Vistas del Museo Pablo Sarasate (Pamplona)
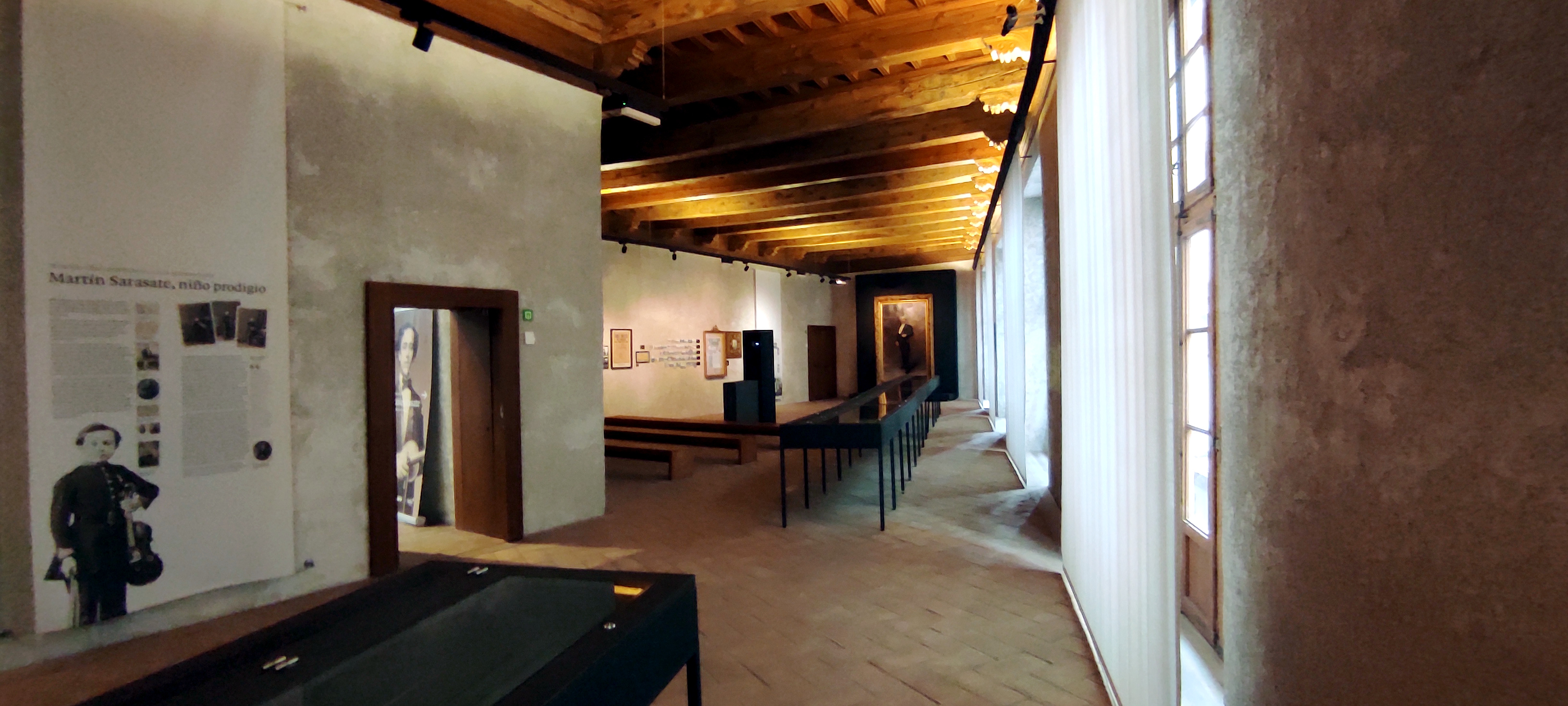
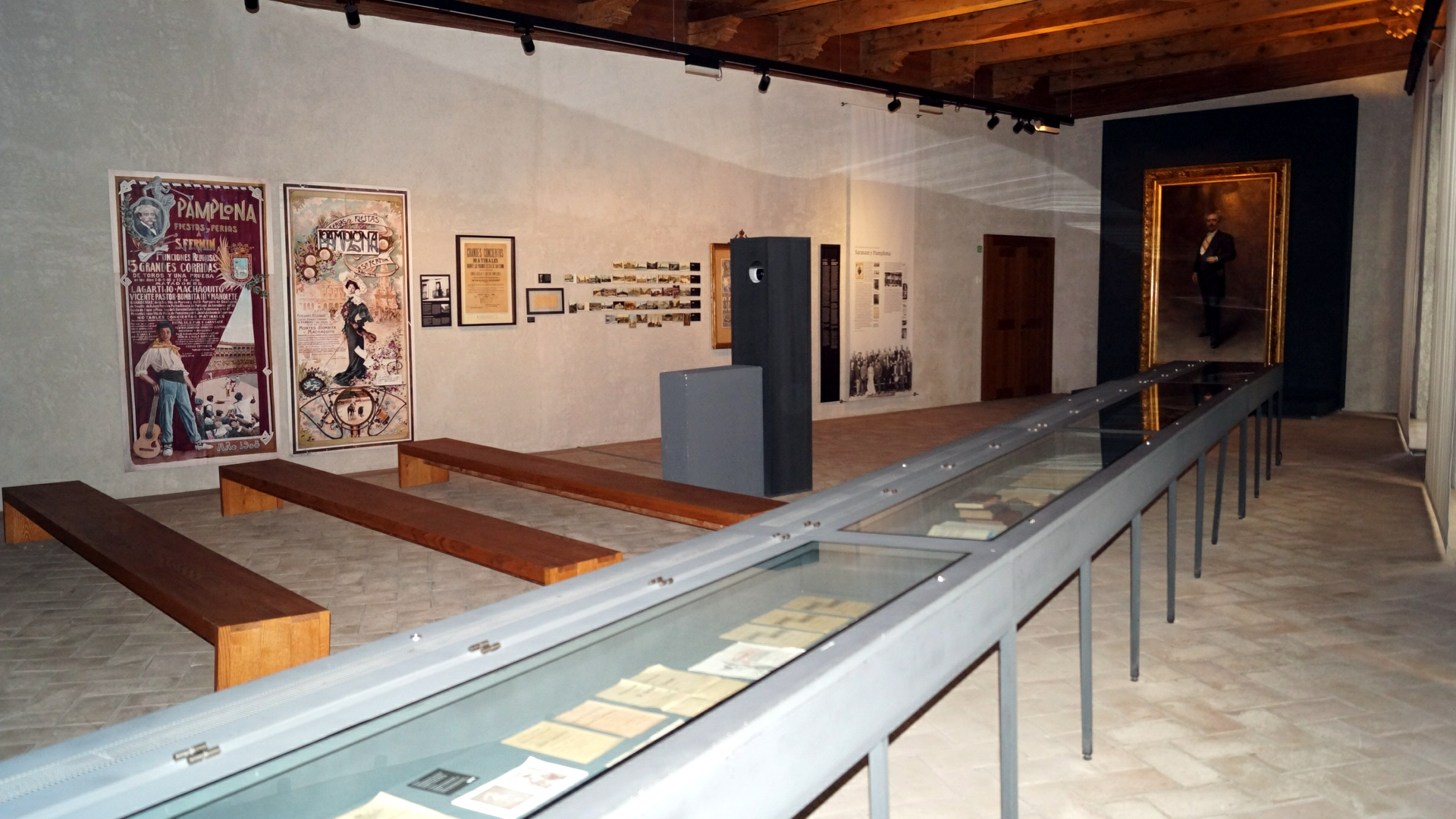
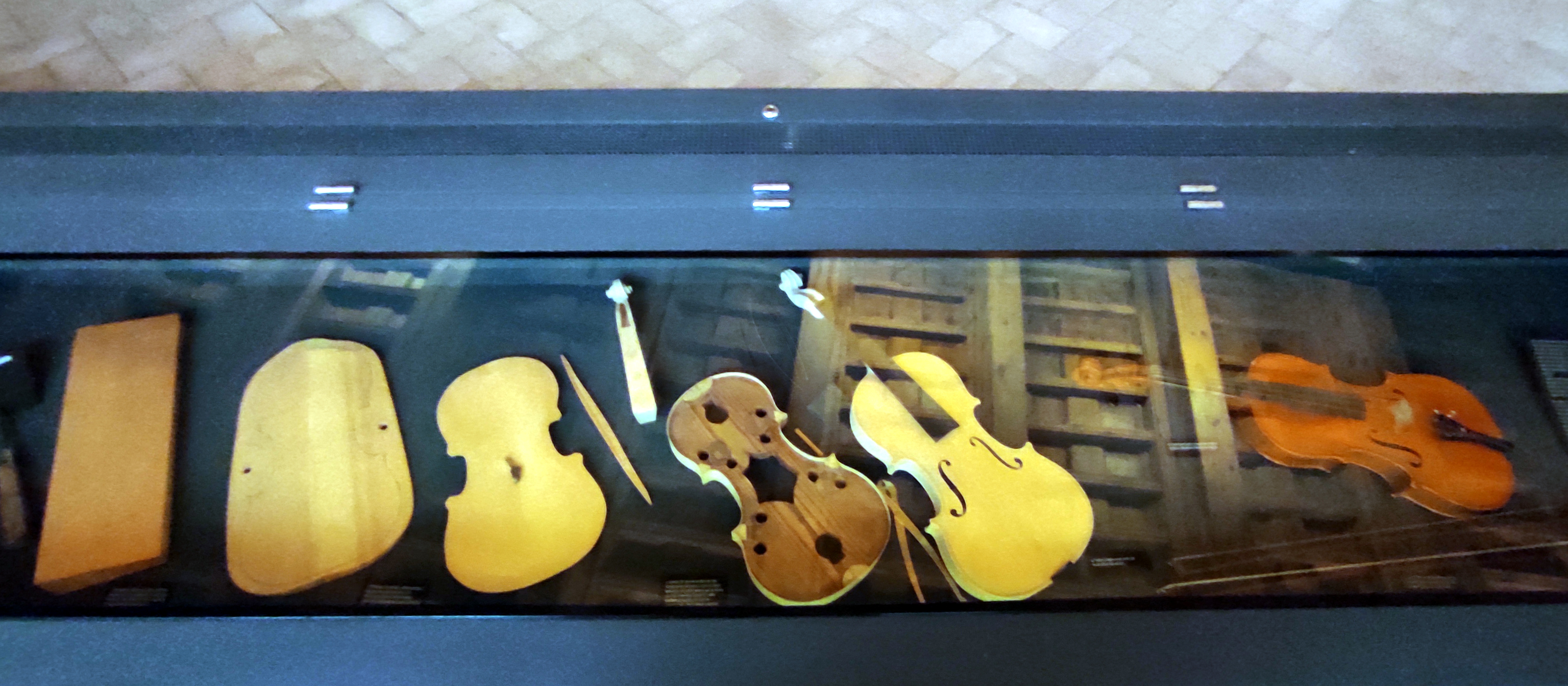
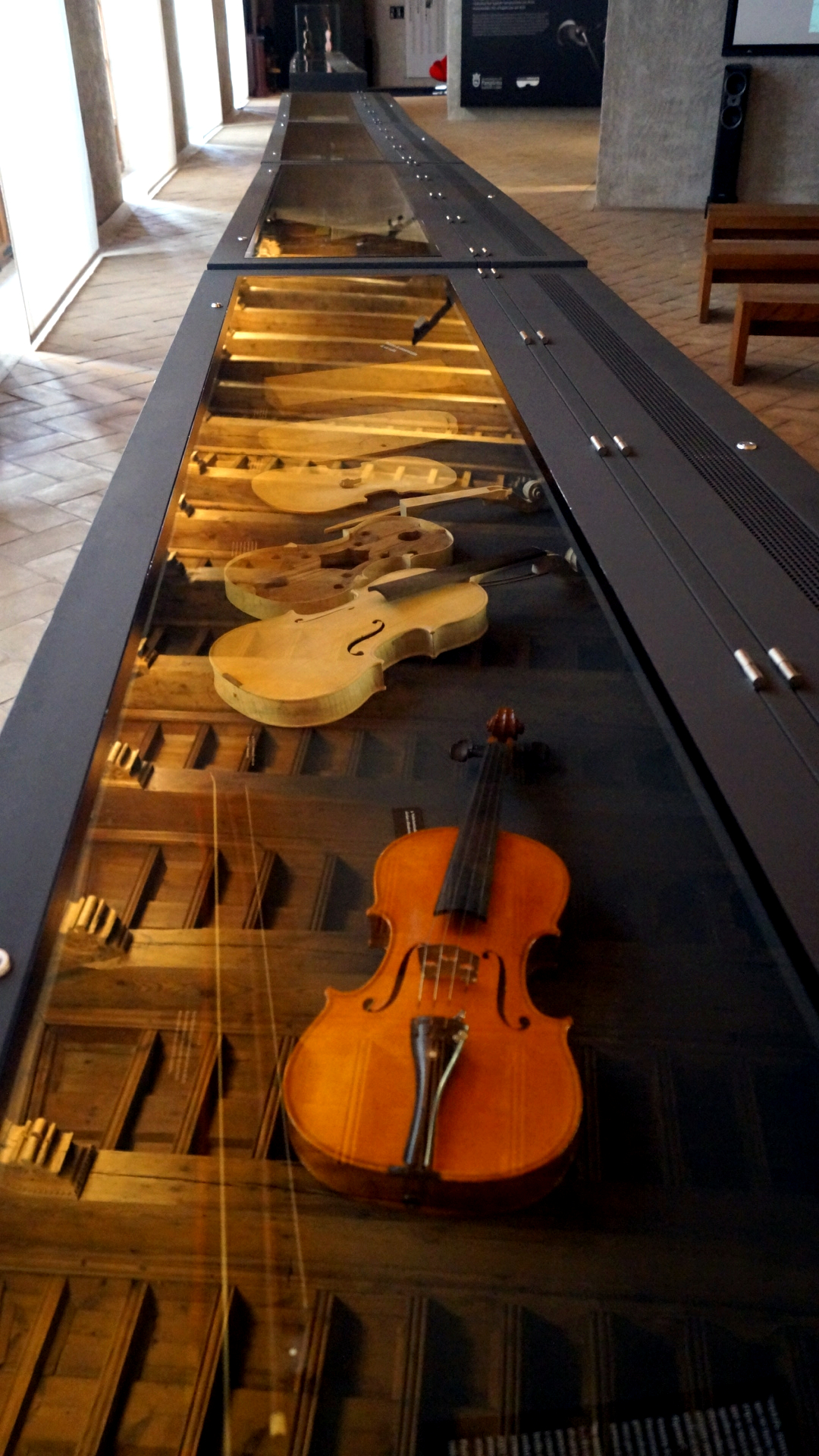
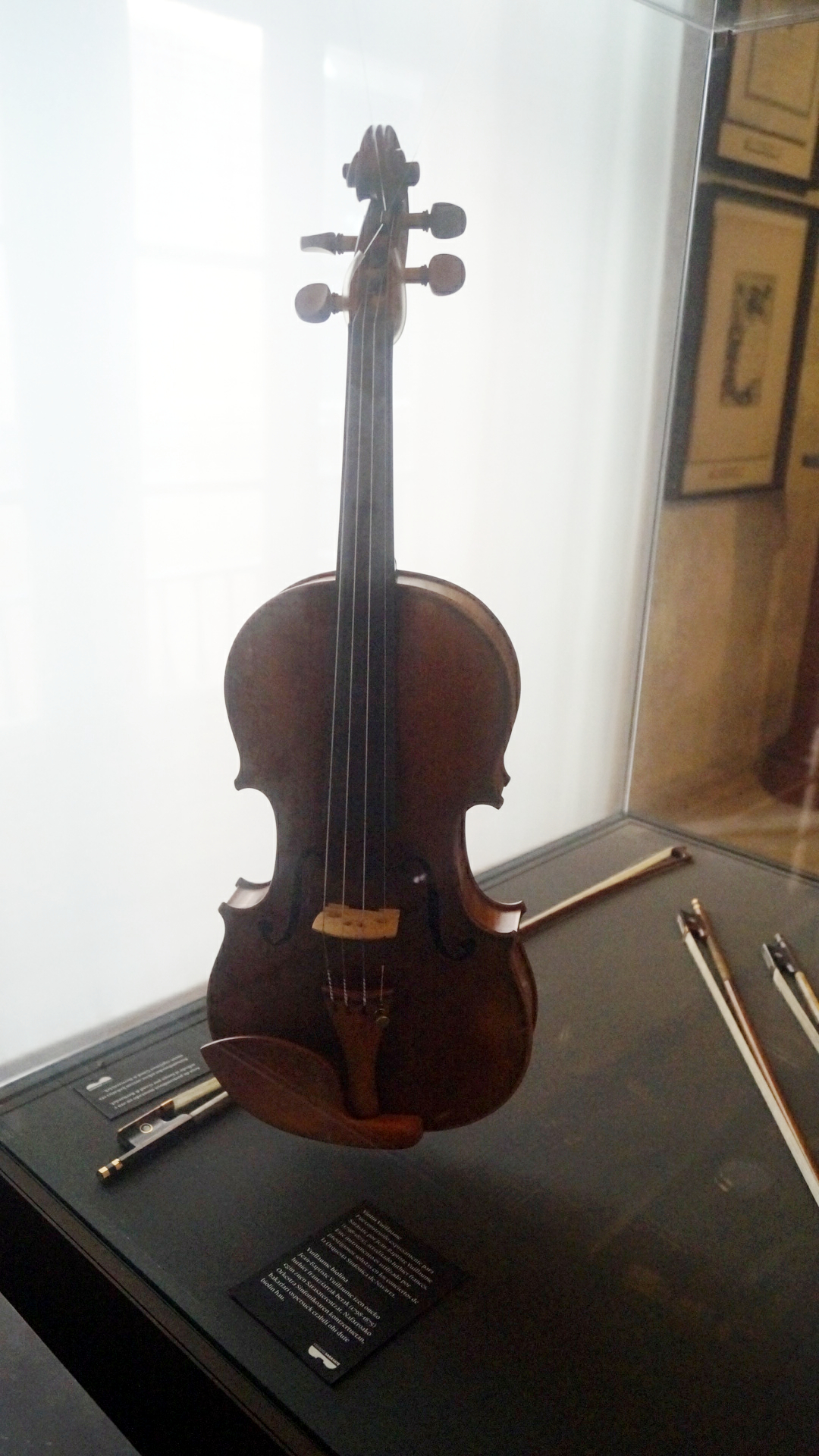